# Radar se syntetickou aperturou

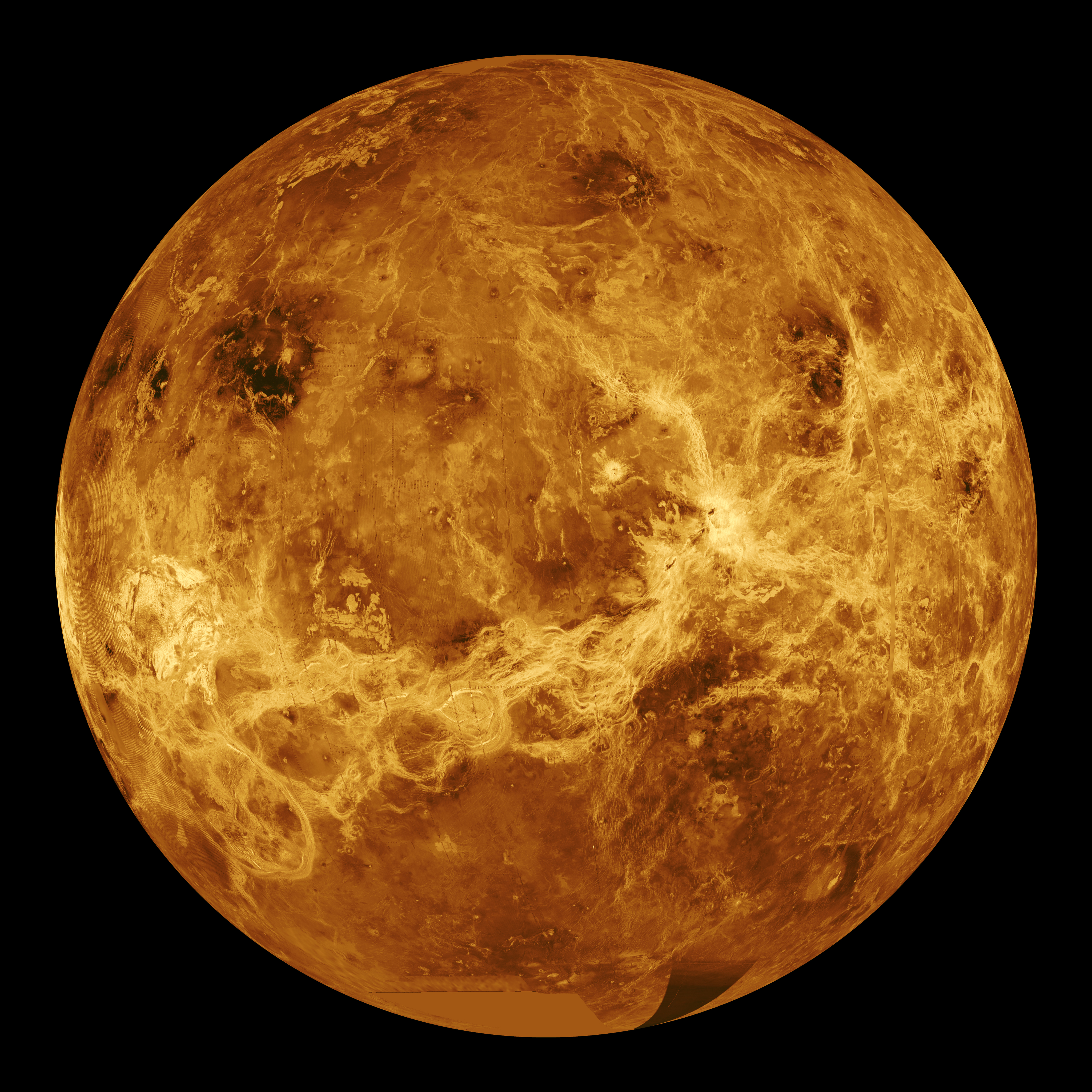
Povrch Venuše, zobrazený pomocí družice Magellan metodou SAR

Radar se syntetickou aperturou (anglicky: Synthetic aperture radar - SAR) je typ radaru, ve kterém je používáno sofistikovaného zpracování radarových dat k vytvoření velmi úzkého efektivního paprsku. Může být používán pouze pohybováním nástrojů přes relativně statické cíle pozorování, ale přesto dosahuje širokého použití v dálkovém průzkumu Země a mapování.

## Jednoduché fungování
Při jednoduchém použití systému SAR je jedna anténa radaru připojena na stranu letadla. Jeden impulz antény je široký několik stupňů, protože ohyb paprsků vyžaduje velkou anténu pro vytvoření úzkého paprsku. Impuls bude široký také ve vertikálním směru, často osvětlí terén od místa přímo pod letadlem až po horizont. Přesto je ovšem možné, za předpokladu relativní plochosti reliéfu, rozeznat odrazy od různé vzdálených bodů. Rozlišení bodů podél trasy letu letadla je obtížné při použití malé kamery. Pokud je ovšem zaznamenávána amplituda a fáze signálu, vracejícího se od Země a jestliže anténa umístěná na letadlu vyzařuje série impulsů v průběhu letu, pak je možno tyto výsledky zkombinovat a použít, jako kdyby byly vytvořeny naráz jednou velmi velkou anténou;dojde k vytvoření daleko větší syntetické clony, než je délka antény (a také mnohem delší, než je délka použitého letadla).
Kombinace sérií pozorování vyžaduje použití výpočetní techniky. Ta je většinou používána na pozemních stanicích po dokončení pozorování, za použití technik Fourierovy transformace. Výsledkem je mapa radarové odrazivosti (obsahující také amplitudu a fázi). Informace o fázi bývá při nejjednodušších aplikacích zanedbávána. Amplituda ale obsahuje informace o pokryvu Země, podobně jako černobílé obrázky. Interpretace není jednoduchá, byla ovšem vytvořena velká databáze experimentálních výsledků, vytvořená při letech nad povrchem známých vlastností.
V době, kdy ještě nebyla běžně dostupná výpočetní technika, bylo zpracování prováděno pomocí holografie. Byl to jeden z prvních efektivních analogových optických počítačových systémů. Měřítko hologramového interferenčního vzorku bylo vytvořeno přímo z analogových dat radaru (např. 1: 1 000 000 pro radar o délce 0,6m). Pak laserové světlo stejného měřítka. procházející přes hologram vytvoří projekci terénu. To je možné proto, že SAR je v podstatě podobné holografie při použití mikrovln místo světla.

## Družicový průzkum Země
Systémy SAR byly a stále jsou umísťovány na mnohé družice. Mezi nejvýznamnější z nich patří:
- kanadské satelity RADARSAT
- satelity ERS ESA
- satelit ENVISAT ESA
- japonské satelity JERS
- satelit Sentinel-1 ESA
- izraelské satelity Ofek-8 a Ofek-10